# Gnamptogenys bufonis
Gnamptogenys bufonis is een mierensoort uit de onderfamilie van de Ectatomminae. De wetenschappelijke naam van de soort is voor het eerst geldig gepubliceerd in 1926 door Mann.